# De Stemming
De Stemming is een Nederlandse podcast over de Nederlandse politiek. In 2017 ging de podcast van start als De Stemming van Vullings en Van Weezel, gepresenteerd door de politieke journalisten Max van Weezel en Joost Vullings. Na het overlijden van Van Weezel in 2019, werd de podcast voortgezet als De Stemming van Vullings en Van der Wulp met Xander van der Wulp. In 2025 stopte van der Wulp als politiek duider bij de NOS. Zijn plaats in de podcast werd overgenomen door Marleen de Rooy, die veder ging als Stemming van Vullings en De Rooy.

## Vullings en Van Weezel
In februari 2017 begonnen de journalisten Joost Vullings en Max van Weezel de podcast De Stemming van Vullings en Van Weezel. Beide journalisten waren op dat moment actief hij het NOS-radioprogramma Met het Oog op Morgen. Hun doel was om met de podcast de luisteraar een exclusieve kijk achter de schermen van de Tweede Kamerverkiezingen van 2017 te bieden.
Vullings en van Weezel maakten samen 61 afleveringen. De laatste aflevering van de Stemming van Vullings en van Weezel werd gepubliceerd op 22 maart 2019. De makers maakten zelf bekend dat dat voorlopig de laatste aflevering zou zijn omdat van Weezel ziek was en behandeld moest worden. In 2018 werd bij van Weezel alvleesklierkanker geconstateerd. Van Weezel overleed in april 2019 op 67-jarige leeftijd.

## Vullings en Van der Wulp
In juli 2019 maakte de NOS bekend dat podcast De Stemming een doorstart zou maken. Joost Vullings bleef aan als host en ging wekelijks samenwerken met politiek verslaggever en duider bij de NOS, Xander van der Wulp. De NOS besloot tot de doorstart omdat Van Weezel zelf had aangegeven dat het hem een mooi idee leek als de podcast ook voortgezet zou worden na zijn overlijden.
Vullings en Van der Wulp werkten eerder al samen tijdens de formatievlogs die zij samen maakten voor het YouTube-kanaal van de NOS.
Vullings en van der Wulp maakte samen 262 afleveringen. De laatste aflevering van de Stemming van Vullings en van der Wulp werd gepubliceerd op 24 maart 2025. Op 13 februari 2025 werd bekend dat van der Wulp per 1 april van dat jaar hoofdredacteur van NOS Sport zou worden. 

## Vullings en De Rooy
Op 14 maart werd in podcast bekendgemaakt dat De Stemming door zou gaan. Joost Vullings bleef net als in 2019 aan als host en Marleen de Rooy zou de plek van de vertrokken Xander van der Wulp overnemen. De Rooy was al een langere tijd vaste invaller wanneer Vullings of van der Wulp afwezig was. De eerste aflevering werd op 28 maart 2025 gepubliceerd.

## Inhoud
In de podcast benoemen Vullings en Van der Wulp grote en kleine draaien van politieke partijen, trachten zij (politieke) strategieën te ontrafelen, becommentariëren ze politici, halen ze (politieke) herinneringen, leggen procedures aan de luisteraars uit, recenseren politici en bewindspersonen en verdiepen zich in politieke affaires.
Vast onderdeel van de podcast is het onderdeel ‘in de wandelgangen’. Tijdens deze rubriek gaan Vullings en Van der Wulp in het Kamergebouw op zoek naar Kamerleden of bewindspersonen die aan de tand worden gevoeld over een actueel thema. 
Een ander vast onderdeel is 'de voorspelling'. Hier worden aan het einde van de aflevering voorspellingen gedaan door Vullings en Van der Wulp over de komende politieke week, of soms langere termijn. Wie blijkt iets goed voorspelt te hebben krijgt een punt. De punten worden toegekend en bijgehouden door een luisteraar.

## Awards
- In 2020 won De Stemming de Dutch Podcast Award in de categorie Nieuws en Politiek.[9]
- In 2021 won De Stemming de Prinsjespodcastprijs voor de aflevering getiteld ‘De verbale trukendoos van Mark Rutte’.[10]